# 麥可·克雷默
麥可·羅伯特·克雷默（英語：Michael Robert Kremer，1964年11月12日— ），美國發展經濟學家。1985年獲哈佛大學社交研究文學士學位，1992年獲經濟學哲學博士學位，1992年到1993年擔任麻省理工學院博士後，1993年春擔任芝加哥大學客座教授，1993年到1999年擔任教授。自1999年起擔任哈佛大學發展中社會蓋茨教授。
克雷默重點研究慈善事業，努力幫助全世界的勞苦人民。他是美國文理科學院院士，獲得麦克阿瑟奖和總統科研獎，並獲世界經濟論壇提名為全球青年領袖。克雷默是創新扶貧行動研究所的研究員，為社會和國際發展問題提供及評估解決方案。他也是推動全球扶貧工作組織盡我們所能的會員，並成立了WorldTeach，帶領哈佛的學生和應屆畢業生參與暑假和一年的項目，到全球的發展中國家教學。
克雷默還提出了先進的市場承諾，建立激勵機制鼓勵發展中國家開發使用疫苗，借助隨機試驗評估社會科學領域的干預措施。他提出的技能互補經濟理論名叫經濟發展圓環理論。
克雷默對早在1970年代初期便被觀測到的世界體系人口雙曲線增長現象及人口轉型的經濟機制提出了最具信服力的解釋。他於2010年國際發展中心的發展週活動中展示了他在人力資本領域的研究成果。
克雷默是2019年諾貝爾經濟學獎的獲獎者之一。